# جهانگیر جیهان
جهانگیر جیهان (زاده ۶ فوریه ۱۹۸۹، آدانا ) یک هنرپیشه اهل ترکیه می باشد.

## زندگی
جیهان در تاریخ ۶ فوریه ۱۹۸۹ در آدانا ، ترکیه متولد شد. او فرزند کوچک تر خانواده اش می باشد، ذاتا از جانب پدرش اهل استان الازیغ و از جانب مادرش دیاربکر می باشد. جیهان، فارغ التحصیل دانشکده آموزش آزاد دانشگاه آناتولی، در بخش مدیریت بازرگانی، به اندازه ۲ سال و نیم در استانبول بازیگری را جلوی دوربین خواند. بعد ازطی نمودن تحصیلاتش به آدانا بازگشت. او نخستین تجربه بازیگری خودش را با شخصیت «سردار» در فیلم یوسف در سال ۲۰۱۵ تجربه نمود. سپس با شخصیت «سیو» در سریال « صفر بیر» که ابتدا در یوتیوب و سپس از شبکه بلو تی وی میان سال‌های ۲۰۱۶ تا ۲۰۱۹ پخش شد، توجه ها را به خودش جلب کرد. جیهان میان سال‌های ۲۰۱۹ تا ۲۰۲۰ با شخصیت «آذر کورتولوش» در سریال چکور که از شبکه تلویزیونی شو تی وی پخش گردید دیده شد و همچنین برای نخستین بار با این پروژه پا به تلویزیون گذاشت. جیهان هم اکنون در سریال دختر پشت پنجره که از کانال دی پخش می گردد، ایفای نقش شخصیت «حیری ارسوی» را بازی می‌کند.